# Psie troski, czyli o wielkiej przyjaźni na cztery łapy i dwa serca
Psie troski, czyli o wielkiej przyjaźni na cztery łapy i dwa serca – książka Tomasza Justyniarskiego (z ilustracjami Anny Nalewajko), wydana w 2013 r. przez Wydawnictwo Poligraf. Od tego czasu doczekała się kilku wznowień.

## Fabuła
Motywem przewodnim książki jest przyjaźń pomiędzy 10–letnim Adamem a psem adoptowanym ze schroniska dla zwierząt.

## Odbiór i analiza
W 2015 r. książka zajęła wysokie miejsce w rankingu dziesięciu najlepszych książek (TOP-10) dla dzieci ogłoszonym przez Ministerstwo Edukacji Narodowej.
Książka jest lekturą szkolną dla klas I-III szkoły podstawowej (od 2021; stan na 2024/2025).
Według Anny Józefowicz, MEN uzasadniło wprowadzenie książki do listy lektur jako pozycji, która ma „zachęcać [dzieci] do angażowania się w wolontariat”.